# Euagathis annulitarsis
Euagathis annulitarsis är en stekelart som beskrevs av Szepligeti 1914. Euagathis annulitarsis ingår i släktet Euagathis och familjen bracksteklar. Inga underarter finns listade i Catalogue of Life.